# خیابان منوچهری
خیابان منوچهری با شماره‌گذاری معابر خیابان ۱۳۴۶ تهران یکی از خیابان‌های قدیمی تهران است که در منطقه ۱۲ شهرداری تهران واقع شده‌است و جهت شرقی-غربی دارد. خیابان منوچهری را خیابان لاله‌زار نو، به دو نیم می‌کند. این چهار راه «کنت» نام دارد. این خیابان از غرب به خیابان فردوسی، و از شرق به خیابان سعدی ختم می‌شود. این خیابان در منطقه طرح ترافیک راهنمایی و رانندگی تهران بزرگ واقع شده‌است. پیش از آن‌که نام منوچهری را بر این خیابان بگذارند، آن را به نام باغ ظهیرالدوله می‌شناختند.
نام این خیابان برگرفته از نام منوچهری دامغانی، شاعری که بیشتر سروده‌هایش دربارهٔ طبیعت است می‌باشد.
خیابان منوچهری بازار عتیقه‌فروشی‌های نه تنها پایتخت که همه ایران است. این خیابان محل خرید و فروش عتیقه‌جات و اشیای قیمتی آنتیک برای علاقمندان به حوزه آنتیک می‌باشد. علاوه بر اشیای آنتیک این خیابان بازار لوازم آرایشی و بهداشتی، و همچنین کیف و کوله است.
تاریخچه خیابان منوچهری به دوران قاجار بازمی‌گردد؛ وقتی در سال ۱۲۸۴ ه‍.ق به‌دستور ناصرالدین‌شاه بر وسعت شهر تهران افزوده شد، هویت خیابان منوچهری در شمالی‌ترین نقطه پایتخت شکل گرفت. این منطقه از تهران از همان ابتداء محل سکونت سیاست‌مداران مهم و بانفوذی بوده‌است. این محدوده به‌دلیل قرار گرفتن باغات محمد ناصر ظهیرالدوله دولوی قاجار، یکی از رجال پرنفوذ سیاسی دوره قاجار، باغ ظهیرالدوله نام‌گذاری شد. باغات و املاک وسیع ظهیرالدوله در بخش شمالی خیابان منوچهری قرار داشتند. او یکی از رجال پرنفوذ دوره قاجار است که در دوران محمدشاه قاجار (پدر ناصرالدین‌شاه) ایشیک آقاسی (رئیس تشریفات) بود. ظهیرالدوله در سال ۱۲۷۷ قمری به دلیل خدماتی که به ناصرالدین‌شاه نشان داد از شاه لقب ظهیرالدوله گرفت. او در سال ۱۲۸۸ قمری وزیر عدلیه، و در سال ۱۲۹۲ قمری حاکم خراسان شد. محمد ناصر ظهیرالدوله سرانجام در سال ۱۲۹۶ قمری درگذشت. فرزند او علی ظهیرالدوله است، که قبرستان ظهیرالدوله را به نام او می‌شناسند.
از روزگار ظهیرالدوله تا امروز خیابان منوچهری یکی از نقاط پرتردد تهران بوده‌است. خیابان لاله‌زار نو (مخبرالدوله)، تقاطعی را با خیابان منوچهری تشکیل می‌دهند که از عهد ناصری تا به امروز به «چهاراه کنت» شهرت دارد. دلیل نام‌گذاری این چهاراه به کنت از این قرار است که در دوران ناصرالدین‌شاه این محل، مکان سکونت «کنت آنتوان دمونت فُرت»، اولین رئیس پلیس شهر تهران بود؛ وقتی ناصرالدین شاه در سفرهای خود به فرنگ از امپراتور اتریش درخواست مستشار نظامی کرد، امپراتور، کنت دومونت فرت و سه مستشار نظامی دیگر را به ایران اعزام کرد. دومونت فرت بعد از ورود به ایران به عنوان نظامی‌ای جنگ دیده و با تجربه، امورات پایتخت را به دست گرفت و بانی اداره نظمیه در ایران شد. کمی بعد از سکونت او در ایران، بخشی از باغات ظهیرالدوله که توسط ناصرالدین‌شاه خریداری شد و به پارک ناصری شهرت داشت، به دمونت فورت واگذار شد (در برخی منابع ذکر شده که این باغ از طرف ناصرالدین شاه به کنت هدیه شد) تا محل خانه مجلل نخستین رئیس پلیس ایران شود. به گفته داریوش شهبازی، تهران‌پژوه، بخشی از این خانه در ضلع جنوب شرقی تقاطع لاله‌زار نو و منوچهری تا امروز باقی مانده‌است.
پس از به سلطنت رسیدن رضاخان و هم‌زمان با توسعه و مدرن‌سازی شهر تهران، تغییرات زیادی در پایتخت ایجاد شد. تمامی باغ‌ها جای‌شان را به خانه‌های مسکونی سپردند. در همین زمان باغ ظهیرالدوله نیز به خیابان منوچهری تغییر نام داده شد. نامی که برگرفته از شاعر پرآوازه ایرانی «منوچهری دامغانی» است.
به مرور زمان و از دهه ۳۰ به بعد تغییرات بسیار زیادی در خیابان منوچهری اتفاق افتاد. به دلیل مجاورت این خیابان با خیابان‌های مهمی همچون لاله‌زار، سعدی و فردوسی این منطقه به یکی از قطب‌های مهم گردشگری تهران بدل شد. مدارس قدیمی، هتل‌ها و کافه رستوران‌های شیک، مراکز تولید فیلم، بخشی از هویت فرهنگی و تاریخی خیابان منوچهری بوده‌است. بسیاری از این اماکن امروزه یا از بین رفته‌اند و با ساختمان‌های‌شان متروک افتاده‌است. تا به امروز همچنان تغییرات بیشتری به لحاظ شهری، معماری و اجتماعی در آن پدیدار می‌شود.
خیابان منوچهری ابنیه تاریخی فراوانی دارد؛ مدرسه و کلیسای ژاندارک یکی از نخستین مدارس تهران، کوچه تاریخی ارباب جمشید که به هالیوود ایران شهرت دارد، دوچرخه فروشی ادیک، دومین فروشگاه دوچرخه در تهران، فروشگاه صفحه موسیقی بتهوون، انتشارات و کتابفروشی گوتنبرگ، هتل سیروس، پاساژ چهلستون، عکاسی آلبرت (افرا) و… همه جزئی از تاریخ خیابان منوچهری هستند که این خیابان را به بخشی دیدنی از تهران تبدیل کرده‌اند.
در دهه ۲۰ و ۳۰ خورشیدی، بسیاری از سیاست‌مدارن و همچنین بسیاری از مشاهیر ادب و هنر مانند صادق هدایت، فروغ فرخزاد، غلامحسین بنان به این خیابان می‌آمدند. بسیاری از فروشگاه‌های فرهنگی و هنری، کافه و رستوران‌های شیک به سبک فرنگی و هتل برای نخستین بار در خیابان منوچهری تأسیس شدند.